# Brice Bisseni
Pour les articles homonymes, voir Bisseni.
Brice Bisseni, né le 30 juillet 1976 à Orthez, dans les Pyrénées-Atlantiques, est un joueur français de basket-ball. Il évolue au poste d'ailier fort. Il est le fils de l'ancien basketteur international français Mathieu Bisseni et le frère de la judokate Éva Bisseni.

## Palmarès
- Champion de France de Pro B 1998
- Champion de France de N2 2010